# Kaiser (gastronomia)
Il kaiser, anche noto come kaisersemmel, è un tipo di pane di piccola pezzatura, rotondo, pieno e croccante, originario dell'Austria. È composto da farina bianca, lievito, malto, strutto, acqua e sale, con il lato superiore solitamente diviso in uno schema simmetrico di cinque segmenti, separati da tagli superficiali curvi che irradiano dal centro verso l'esterno o piegati in una serie di lobi sovrapposti che ricordano una corona. 
Il pane kaiser è un alimento tradizionale austriaco approvato ufficialmente dal Ministero federale dell'agricoltura.
Un pane con le stesse caratteristiche è molto comune in Friuli-Venezia Giulia, in particolare a Trieste, dove prende il nome di "rosetta triestina". Anche la michetta milanese deriva dal kaisersemmel.